# 장영실로
장영실로(Jangyoungsil-ro)는 충청남도 아산시 인주면 공세리 인주육교와 경기도 평택시 팽성읍 석근리 석근 교차로를 잇는 도로이다.

## 연혁
- 2002년 12월 31일 : 충청남도 아산시 인주면 공세리 ~ 경기도 평택시 팽성읍 석근리 14.1km 구간 확장 개통, 기존 13.6km 구간 폐지[1]
- 2009년 7월 10일 : 2개 이상 시·도에 걸쳐 있는 도로로 장영실로를 고시[2]

## 주요 경유지
충청남도
- 아산시 (인주면 · 영인면 · 둔포면)

경기도
- 평택시 팽성읍

## 노선
| 이름                       | 접속 노선                                                   | 소재지                 | 소재지                                                     | 비고                                                       |
| 서해로와 직결              | 서해로와 직결                                               | 서해로와 직결          | 서해로와 직결                                              | 서해로와 직결                                              |
| -------------------------- | ----------------------------------------------------------- | ---------------------- | ---------------------------------------------------------- | ---------------------------------------------------------- |
| 입체 교차로 (인주육교)     | 국도 제38호선 국도 제39호선 국도 제77호선 (서해로) (아산로) | 아산시                 | 인주면                                                     | 국도 제34호선 구간                                         |
| 세원 교차로 (세원육교)     | 아산호로                                                    | 아산시                 | 인주면                                                     | 국도 제34호선 구간 평택 방향 진입 불가 아산 방향 진출 불가 |
| 신안교                     |                                                             | 아산시                 | 인주면                                                     | 국도 제34호선 구간                                         |
| 신안교                     | 영인면                                                      | 아산시                 |                                                            | 국도 제34호선 구간                                         |
| 백석포 교차로 (백석포육교) | 아산호로 영인로 백석포길                                    | 아산시                 | 국도 제34호선 구간 아산 방향 진출 불가                     |                                                            |
| 와우 교차로 (와우육교)     | 아산호로                                                    | 아산시                 | 국도 제34호선 구간 평택 방향 진출 불가 아산 방향 진입 불가 |                                                            |
| 와우1교                    |                                                             | 아산시                 | 국도 제34호선 구간                                         |                                                            |
| 철봉 교차로 (철봉육교)     | 토정로                                                      | 아산시                 | 국도 제34호선 구간                                         |                                                            |
| 신봉2교 신봉3교            |                                                             | 아산시                 | 국도 제34호선 구간                                         |                                                            |
| 신봉 교차로 (신봉4교)      | 신봉길 아산호로840번길                                      | 아산시                 | 국도 제34호선 구간                                         |                                                            |
| 신남교                     |                                                             | 아산시                 | 국도 제34호선 구간                                         | 둔포면                                                     |
| 신남 교차로                | 국도 제43호선 (세종평택로)                                  | 아산시                 | 국도 제34호선 구간                                         | 둔포면                                                     |
| 둔포 교차로 (둔포교)       | 국도 제45호선 (충무로)                                      | 아산시                 | 국도 제34, 45호선 구간                                     | 둔포면                                                     |
| 관대교 운교교              |                                                             | 아산시                 | 국도 제34, 45호선 구간                                     | 둔포면                                                     |
| 둔포육교                   | 아산밸리남로                                                | 아산시                 | 국도 제34, 45호선 구간 평택 방향 진출 불가                 | 둔포면                                                     |
| 석근 교차로 (석근교)       | 국도 제34호선 (삼사로)                                      | 아산시                 | 국도 제34, 45호선 구간                                     | 둔포면                                                     |
| 운용 교차로 (운용교)       | 충무로                                                      | 아산시                 | 국도 제45호선 구간                                         | 둔포면                                                     |
| 둔포천교                   |                                                             | 아산시                 | 국도 제45호선 구간                                         | 둔포면                                                     |
| 평택시                     | 팽성읍                                                      |                        | 국도 제45호선 구간                                         |                                                            |
| 평택시                     | 팽성읍                                                      | 석근 교차로 (석근육교) | 둔포중앙로                                                 | 평택 방향 진출 불가 아산 방향 진입 불가                    |
| 팽성로와 직결              |                                                             |                        |                                                            |                                                            |